# 吴皇后 (蜀汉)
穆皇后（2世紀—245年），姓吳，蜀漢皇帝劉備的妻子，吳懿之妹，陳留人。

## 生平
吳懿的父親與劉焉有舊交，所以全家人跟隨劉焉搬家進入蜀。劉焉因聽相士說吳氏為貴人，於是將她嫁給唯一随自己入蜀的兒子刘瑁，劉瑁死後她亦成為寡婦。
建安十九年（214年），劉備从吴氏的小叔子继任益州牧的刘璋手中夺取益州，因孫夫人已回东吴，大臣们建議劉備娶吳氏。劉備顧慮到與劉瑁有同族關係，法正勸說：「論到親族關係，比起晉文公和子圉又如何呢？」於是劉備納她為夫人。东晋史学家习凿齿认为刘备并非如晋文公登基前为形势所迫，却将晋文公故事引以为例违背礼教，法正等大臣没有将刘备导向尧舜之道。
建安二十四年（219年），刘备称汉中王，吳夫人被立為漢中王后。章武元年（221年），刘备称帝延续汉朝，五月，吳王后再被立為皇后，由使持节丞相诸葛亮授玺绶。建興（223年）元年五月，後主劉禪即位，尊吳皇后為皇太后，稱長樂宮。
建興十二年正月（公元234年），曾一度將來祝賀的劉琰妻胡氏留在宮中數月。因胡氏美色，招致丈夫劉琰懷疑其被劉禪看上寵幸，令士卒將胡氏掌摑，胡氏之後怒告劉琰，使其入獄並斬首棄市。朝廷自此禁止大臣妻母入朝賀慶。
吳太后於延熙八年（245年）去世，葬入劉備的惠陵，諡號穆皇后。

## 演义
罗贯中历史小说《三国演义》称吴氏系法正推荐给刘备，且刘备后两子刘永、刘理皆吴氏所生。但根据《三国志》记载，刘永、刘理皆刘备庶子，且非一母所出。
《三国演义》在所增加的虚构故事“诸葛亮安居平五路”中，提到诸葛亮在曹魏发五路大军伐蜀时称病闭门不出，杜琼建议刘禅亲自去诸葛亮府上询问。刘禅率百官启奏吴太后，太后大惊，以为诸葛亮辜负托孤，想亲自去诸葛亮府上询问，董允劝止，说太后不可轻动，诸葛亮必有妙计，刘禅先去即可，如果是诸葛亮存心怠慢，太后再于太庙召问不迟，太后准奏。刘禅亲临相府，问出诸葛亮果然已有计谋，告知诸葛亮太后也有前来之意。
在《三国演义》中，当诸葛亮去世时，吴太后闻讯也放声大哭不已。随即魏延派人指杨仪谋反，太后说刘备曾说诸葛亮怀疑魏延，而杨仪得诸葛亮信任被用为长史，必然可用，不可听魏延一面之词，否则杨仪将被迫投魏。随即杨仪表文也到，称魏延作乱。太后问众臣意见，众臣都信任杨仪而不信魏延。
《三国演义》将刘琰妻记为朝见皇后时被皇后所留，与史书所载为吴太后所留不同。

## 延伸阅读
[在维基数据编辑]
 《三國志/卷34》，出自陳壽《三國志》

| 前任： — | 蜀汉皇后 221年—223年 | 繼任： 张皇后 |